# Федотов, Андрей Егорович
Андре́й Егорович Федо́тов  (род. 1 августа 1990) — российский шашист, двукратный чемпион мира 2018 года и 2020 года, призёр чемпионата мира 2015 года по бразильским шашкам (рапид). Чемпион России 2014 (в составе команды Якутии). Мастер спорта России (2014) Международный гроссмейстер (2018) Гроссмейстер России (2019).
Проживает в г. Якутске, Республика Саха (Якутия). Тренер Колесов Г. Г.
Занял 23 место на Кубке мира по шашкам-64 (2014), призёр двух этапов Кубка мира по шашкам-64 2015.
Участник Чемпионата России по русским шашкам среди мужчин 2013 года (5 место), Чемпионата России по международным шашкам среди мужчин 2014 (7 место — в классике и блице, 15 — в быстрой программе).